# Alegoria roztropności
Alegoria Mądrości (Alegoria roztropności lub Autoportret z Oraziem i Marco Vecellio) – obraz renesansowego malarza weneckiego Tycjana, powstały w latach 1566–1570, znajdujący się obecnie w londyńskiej National Gallery.
Obraz jest autoportretem malarza ujęty w filozoficzny sposób będący komentarzem do przemijania i życia. Według niemieckiego historyka sztuki Erwina Panofsky'ego była to alegoria mądrości. Tycjan, prócz swojej twarzy widzianej z przodu przedstawił swojego syna, Orazia (1525-1576) i krewnego Marco (1545-1611). Obaj widoczni są z profilu. Całość nawiązuje do symbolicznego przedstawienia mądrości. Głowy mogą również reprezentować trzy okresy życia mężczyzny oraz trzy okresy czasowe: okres młodzieńczy (przeszłość), dojrzały (teraźniejszość) i starczy (przyszłość). Głowom odpowiadają łby trzech zwierząt: wilka, lwa i psa. Łby zwierząt mogą również symbolizować trzy drogi którymi podąża dusza po śmierci: Wilk miał symbolizować ziemska reinkarnację i stać na straży lewej drogi, lew symbolizuje drogę słoneczną prowadzącą do raju a pies drogę niebiańskiego odrodzenia.
Na obrazie widoczny jest napis stanowiący motto dzieła: Ex praeterito/praesens prudenter agit/ne futura actione deturpe (Z przeszłych doświadczeń, teraźniejszość postępuje roztropnie, Aby nie szkodzić w przyszłych działaniach).
Tycjan użył przygaszonych kolorów, lecz nie przypadkowych. Czerwona czapka starca i jego siwe włosy oświetlone jasnym światłem mają swoje odbicie w czerwonym języku psa i jasnej plamie na czole.